# Mézières-en-Brenne
Mézières-en-Brenne település Franciaországban, Indre megyében. Lakosainak száma 956 fő (2022. január 1.). Mézières-en-Brenne Migné, Paulnay, Sainte-Gemme, Saint-Michel-en-Brenne, Saulnay és Vendœuvres községekkel határos.

## Népesség
A település népességének változása:
| Lakosok száma | 1232 | 1186 | 1194 | 1091 | 1067 | 1042 | 1001 | 990  | 985  | 956  |
|               | 1968 | 1982 | 1990 | 2006 | 2013 | 2015 | 2017 | 2019 | 2020 | 2022 |